# Vagner Freitas
Vagner Freitas de Moraes (abril de 1966) é um bancário e sindicalista brasileiro tendo sido presidente da Central Única dos Trabalhadores (CUT) de 2012 a 2014 e reeleito de 2015 para mandato até 2019.

## Biografia

### Atuação profissional
Começou a trabalhar como bancário no Bradesco no ano de 1987. Após dez anos atuando no setor, em 1997, iniciou seus trabalhos na Confederação Nacional dos Bancários (CNB), órgão que organizava a categoria dos bancários, onde foi secretário naquela ano, secretário geral entre 2000 a 2003 e presidente da entidade de 2003 a 2005.
Entrou para Central Única dos Trabalhadores (CUT), onde foi presidente duas vezes, sendo o primeiro bancário a ser presidente do sindicato.
No final de 2022, foi anunciado por Luiz Marinho (PT), Ministro do Trabalho, como Secretário-Executivo do Ministério do Trabalho para o terceiro governo Lula. O cargo representa a segunda posição de importância na hierarquia do Ministério.

## Posicionamentos
Frente a presidência da CUT, Freitas, posicionou-se frente a algumas discussões da sociedade brasileira. Posicionou-se contra o Impeachment de Dilma Roussef, onde disse que poderiam "pegar em armas se tentarem derrubar a presidente Dilma".
Participou de manifestações contra o governo de Michel Temer (MDB) e a PEC do Teto dos gastos públicos.
Foi contrário a prisão do ex-presidente Lula e chegou a ir visitar Lula na prisão de Curitiba. Posicionou-se contrário a extinção do Ministério do Trabalho em 2018. Na eleição presidencial de 2018, declarou apoiou a candidatura do petista Fernando Haddad.
No pleito de 2022, apoiou a candidatura de Lula para presidência do Brasil.